# Patèl·lids
Els patèl·lids (Patellidae) són una família de mol·luscs gastròpodes de la subclasse Patellogastropoda, que inclou les populars pagellides.

## Taxonomia
La família Patellidae inclou 62 espècies en sis gèneres:
- Gènere Berlieria de Loriol, 1903 †
- Gènere Cymbula H. Adams & A. Adams, 1854
- Gènere Helcion Montfort, 1810
- Gènere Patella Linnaeus, 1758
- Gènere Proscutum P. Fischer, 1885 †
- Gènere Scutellastra H. Adams & A. Adams, 1854